# 2002-es Fiatal Zenészek Eurovíziója
A 2002-es Fiatal Zenészek Eurovíziója volt a tizenegyedik Fiatal Zenészek Eurovíziója, melyet Németország fővárosában Berlinben rendeztek meg. A helyszín a Konzerthaus volt. Az elődöntőre 2002. június 15-én és 16-án, a döntőre június 19-én került sor. Az Eurovíziós Dalfesztivállal ellenben itt nem az előző évi győztes rendez, hanem pályázni kell a rendezés jogára. A 2000-es verseny az lengyel Stanisław Drzewiecki győzelmével zárult, aki zongora-versenyművét adta elő Bergenben.

## A helyszín és a verseny
| Németország Berlin |

A verseny pontos helyszíne a Németország fővárosában, Berlinben található Konzerthaus volt.

## A résztvevők
Először vett részt a versenyen Románia, Olaszország pedig öt kihagyott verseny után csatlakozott ismét.
Belgium, Franciaország, Írország, Magyarország, Spanyolország és Törökország a visszalépés mellett döntött. Így összesen húsz ország indult.
Habár Magyarország nem vett részt a versenyen, Svédországot egy magyar származású zenész, Korányi Jakob képviselte.
A szakmai zsűri hét országot juttatott tovább a döntőbe, így tizenhárom ország esett ki az első fordulóban.

## Zsűri
- Leonard Slatkin (Zsűrielnök)
- Gian Carlo Menotti
- Anna Gurarij
- Jack Martin Händler
- Aurèle Nicolet
- Hans Peter Pairott
- Carole Dawn Reinhart

## Elődöntő
Az elődöntőt két részben, 2002. június 15-én és 16-án rendezték meg összesen húsz ország részvételével. A végső döntést a szakmai zsűri hozta meg. Hét ország jutott tovább a döntőbe.
| # | Ország             | Zenész                   | Hangszer | Darab (Szerző)                           | Eredmény     |
| - | ------------------ | ------------------------ | -------- | ---------------------------------------- | ------------ |
|   | Ausztria           | Dalibor Karvay           | hegedű   |                                          | Továbbjutott |
|   | Ciprus             | Andréasz Joannídisz      | cselló   |                                          | Kiesett      |
|   | Csehország         | Jakub Tylman             | cselló   |                                          | Továbbjutott |
|   | Dánia              | Philippe Benjamin Skow   | hegedű   |                                          | Kiesett      |
|   | Egyesült Királyság | Sarah Williamson         | klarinét |                                          | Továbbjutott |
|   | Észtország         | Mihkel Poll              | gitár    |                                          | Kiesett      |
|   | Finnország         | Joonatan Rautiola        | szaxofon |                                          | Kiesett      |
|   | Görögország        | Theodor Milkov           | ütősök   |                                          | Továbbjutott |
|   | Hollandia          | Fleur Bouwer             | klarinét |                                          | Kiesett      |
|   | Horvátország       | Ivo Dropulić             | hegedű   | Violin Concerto No. 1 (Niccolò Paganini) | Kiesett      |
|   | Lengyelország      | Piotr Jasiurkowski       | hegedű   |                                          | Továbbjutott |
|   | Lettország         | Ruszlan Vilenszkij       | cselló   |                                          | Kiesett      |
|   | Németország        | Alina Pogosztkina        | hegedű   |                                          | Továbbjutott |
|   | Norvégia           | Vilde Frang              | hegedű   |                                          | Kiesett      |
|   | Olaszország        | Anna Tifu                | hegedű   |                                          | Kiesett      |
|   | Oroszország        | Nyikita Boriszoglebszkij | hegedű   |                                          | Kiesett      |
|   | Románia            | Cristian Fatu            | hegedű   |                                          | Kiesett      |
|   | Svájc              | Beatriss Berrut          | zongora  |                                          | Kiesett      |
|   | Svédország         | Korányi Jakob            | cselló   |                                          | Kiesett      |
|   | Szlovénia          | Karmen Pečar             | cselló   |                                          | Továbbjutott |

## Döntő
A döntőt 2002. június 19-én rendezték meg hét ország részvételével. A végső döntést a héttagú szakmai zsűri hozta meg.
| #  | Ország             | Zenész             | Hangszer | Darab (Szerző)                          | Helyezés |
| -- | ------------------ | ------------------ | -------- | --------------------------------------- | -------- |
| 01 | Ausztria           | Dalibor Karvay     | hegedű   | Carmen Fantasy (Franz Waxman)           | 1.       |
| 02 | Egyesült Királyság | Sarah Williamson   | klarinét | Clarinet Concerto (Aaron Copland)       | 2.       |
| 03 | Görögország        | Theodor Milkov     | ütősök   | Marimbaphone Concerto (Ney Rosauro)     | —        |
| 04 | Csehország         | Jakub Tylman       | cselló   | Hungarian Rhapsody (Popper Dávid)       | —        |
| 05 | Németország        | Alina Pogosztkina  | hegedű   | Rondo Capriccioso (Camille Saint-Saëns) | —        |
| 06 | Szlovénia          | Karmen Pečar       | cselló   | Cello Concerto (Dmitrij Sosztakovics)   | 3.       |
| 07 | Lengyelország      | Piotr Jasiurkowski | hegedű   | Gipsy Melodies (Pablo de Sarasate)      | —        |

## Közvetítő országok
- Svájc – TSR 2 (élőben; Flavia Matea kommentálásával, francia nyelven)

## Térkép

A döntő résztvevői
Az elődöntőben kiesett országok
Országok, melyek korábban részt vettek, de ebben az évben nem